# Reschop-Bunker
Der Reschop-Bunker ist ein aus der Zeit des Zweiten Weltkrieges stammender Luftschutzbunker. Er befindet sich westlich der Hattinger Altstadt. Er war zuletzt für 4000 Menschen konzipiert.

## Geschichte
Die Konstruktion erfolgte durch den Architekten Georg Knaup. Die Bauarbeiten begannen am 1. September 1941 durch das Unternehmen Werner. Er wurde Mitte 1944 in Betrieb genommen.
Im Jahr 2014 wurde der Bunker an die Brüder Tim und Michael Reich verkauft, um auf dem Baukörper Wohneinheiten zu errichten. 2020 wurde die Immobilie vom Architekturbüro Stiller in Hattingen übernommen, die mit einer viergestöckigen Aufstockung insgesamt 26 Wohneinheiten planen.